# 迪利然國家公園

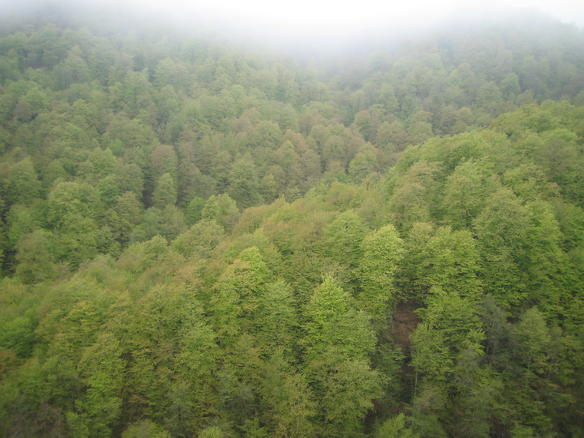

迪利然國家公園（羅馬化：Dilijan azgayin park），是亞美尼亞東北部塔武什州的國家公園，面積240平方公里，始建於2002年，最高點海拔高度2,300米。

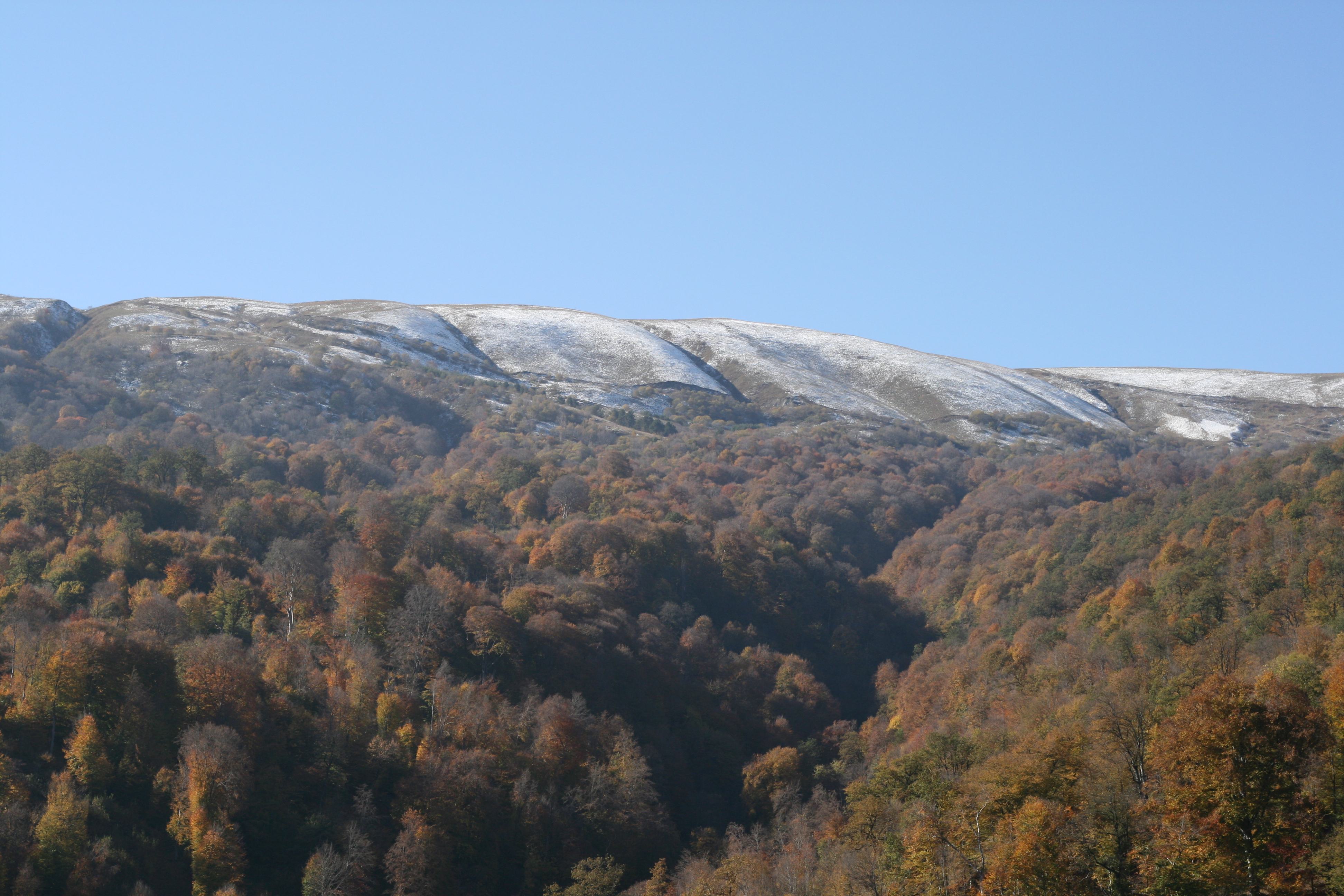
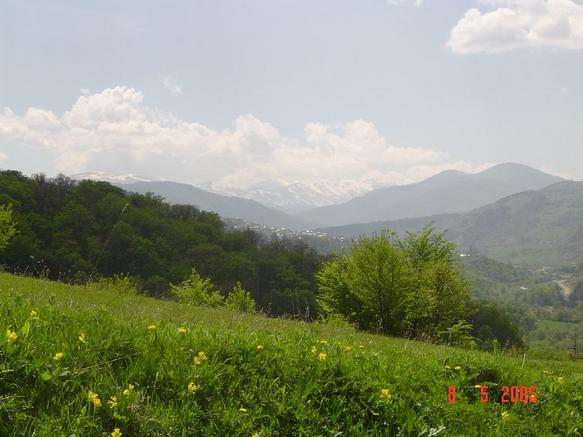
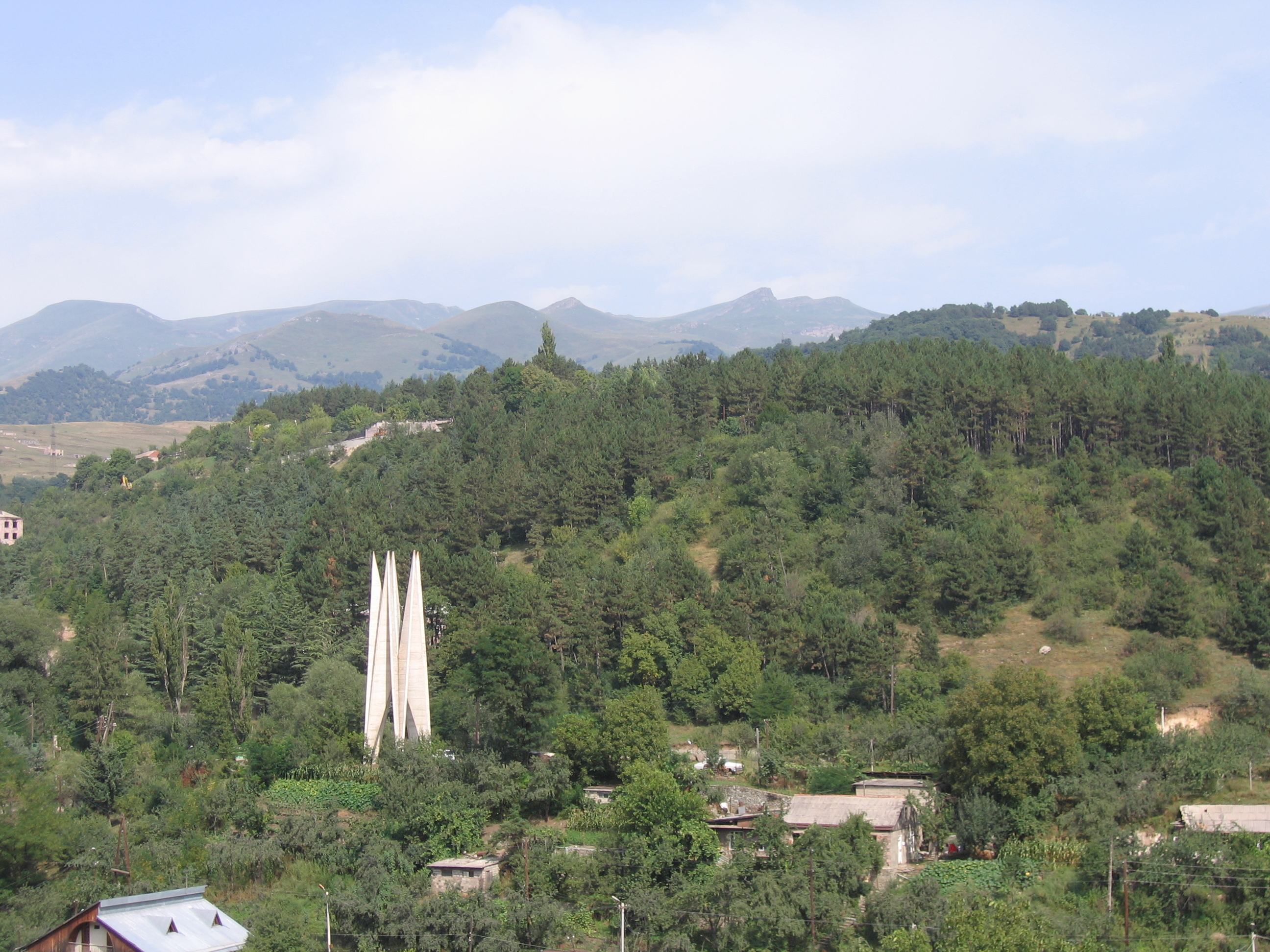

## 外部連結
- Tavush Marz Tourist Guide （页面存档备份，存于）

40°39′23″N 45°01′17″E / 40.65639°N 45.02139°E